# Baloncesto en silla de ruedas en los Juegos Parasuramericanos de 2014
Las competiciones de baloncesto en silla de ruedas en los Juegos Parasuramericanos de 2014 (torneos masculino y femenino) se disputaron entre los días 26 y 30 de marzo de 2014 en el Gimnasio del Estadio Nacional de Santiago. El torneo de los hombres constó de 6 equipos, y se jugó de la manera convecional, mientras que el torneo de las damas se disputó entre 4 equipos con la modalidad de 3 vs 3.
Las reglas del baloncesto sobre silla de ruedas son básicamente las mismas que el baloncesto con el añadido de que se tienen en cuenta los diversos grados de discapacidad de los deportistas, aplicando una puntuación que va del 1 al 4,5 sobre cada uno de ellos en función de este nivel. En todo momento, el equipo formado por 5 jugadores (12 en total) que en el campo no puede pasar de 14,5 puntos a nivel de clubes mientras de 14,0 puntos a nivel de selecciones. El diámetro de la rueda de la silla es de 68cm.

## Calendario de competición
| ● | Ronda de clasificación | ● | Competiciones | ● | Finales |

| Marzo                         | L  | M  | M  | J  | V  | S  | D  | T |
| Marzo                         | 24 | 25 | 26 | 27 | 28 | 29 | 30 | T |
| ----------------------------- | -- | -- | -- | -- | -- | -- | -- | - |
| Baloncesto en silla de ruedas |    |    |    |    |    |    | 2  | 2 |

## Clasificación
| - Argentina - Brasil - Chile - Colombia - Uruguay - Venezuela | - Argentina - Colombia - Venezuela - Perú |

## Resumen de medallas

### Medallero
| Núm. | País      | Oro | Plata | Bronce | Total |
| ---- | --------- | --- | ----- | ------ | ----- |
| 1    | Argentina | 2   | 0     | 0      | 2     |
| 2    | Colombia  | 0   | 1     | 1      | 2     |
| 3    | Brasil    | 0   | 1     | 0      | 1     |
| 4    | Perú      | 0   | 0     | 1      | 1     |

### Resultados
| Evento           | Oro       | Plata    | Bronce   |
| ---------------- | --------- | -------- | -------- |
| Torneo masculino | Argentina | Brasil   | Colombia |
| Torneo femenino  | Argentina | Colombia | Perú     |

## Torneo masculino
| Equipos   | PTS | PJ | G | P | GF  | GC  | DIF  |
| --------- | --- | -- | - | - | --- | --- | ---- |
| Brasil    | 10  | 5  | 5 | 0 | 407 | 229 | +178 |
| Argentina | 8   | 5  | 4 | 1 | 330 | 189 | +141 |
| Colombia  | 6   | 5  | 3 | 2 | 363 | 242 | +121 |
| Venezuela | 4   | 5  | 2 | 3 | 280 | 307 | -27  |
| Uruguay   | 2   | 5  | 1 | 4 | 186 | 337 | -151 |
| Chile     | 0   | 5  | 0 | 5 | 163 | 377 | -214 |

|  | Avanza al partido por la medalla de oro    |
|  | Avanza al partido por la medalla de bronce |
|  | Eliminados                                 |

### Primera ronda
Jornada 1
| Fecha       | Hora¹ | Partido   | Partido                                                                                                   | Partido   |
| ----------- | ----- | --------- | --- | --------- |
| 25 de marzo | 14:00 | Brasil    | 71 - 70 (enlace roto disponible en Internet Archive; véase el historial, la primera versión y la última). | Colombia  |
| 25 de marzo | 16:00 | Venezuela | 25 - 61 (enlace roto disponible en Internet Archive; véase el historial, la primera versión y la última). | Argentina |
| 25 de marzo | 18:00 | Chile     | 56 - 60 (enlace roto disponible en Internet Archive; véase el historial, la primera versión y la última). | Uruguay   |

Jornada 2
| Fecha       | Hora¹ | Partido   | Partido | Partido   |
| ----------- | ----- | --------- | --- | --------- |
| 26 de marzo | 10:00 | Colombia  | 74 - 49 (enlace roto disponible en Internet Archive; véase el historial, la primera versión y la última).  | Venezuela |
| 26 de marzo | 12:00 | Uruguay   | 23 - 109 (enlace roto disponible en Internet Archive; véase el historial, la primera versión y la última). | Brasil    |
| 26 de marzo | 14:00 | Argentina | 82 - 19 (enlace roto disponible en Internet Archive; véase el historial, la primera versión y la última).  | Chile     |

Jornada 3
| Fecha       | Hora¹ | Partido   | Partido                                                                                                   | Partido  |
| ----------- | ----- | --------- | --- | -------- |
| 27 de marzo | 14:00 | Argentina | 59 - 46 (enlace roto disponible en Internet Archive; véase el historial, la primera versión y la última). | Colombia |
| 27 de marzo | 16:00 | Venezuela | 77 - 46 (enlace roto disponible en Internet Archive; véase el historial, la primera versión y la última). | Uruguay  |
| 27 de marzo | 18:00 | Chile     | 20 - 86 (enlace roto disponible en Internet Archive; véase el historial, la primera versión y la última). | Brasil   |

Jornada 4
| Fecha       | Hora¹ | Partido  | Partido                                                                                                   | Partido   |
| ----------- | ----- | -------- | --- | --------- |
| 28 de marzo | 10:00 | Uruguay  | 23 - 67 (enlace roto disponible en Internet Archive; véase el historial, la primera versión y la última). | Argentina |
| 28 de marzo | 12:00 | Brasil   | 85 - 55 (enlace roto disponible en Internet Archive; véase el historial, la primera versión y la última). | Venezuela |
| 28 de marzo | 14:00 | Colombia | 75 - 26 (enlace roto disponible en Internet Archive; véase el historial, la primera versión y la última). | Chile     |

Jornada 5
| Fecha       | Hora¹ | Partido   | Partido | Partido   |
| ----------- | ----- | --------- | --- | --------- |
| 29 de marzo | 14:30 | Argentina | 61 - 66 (enlace roto disponible en Internet Archive; véase el historial, la primera versión y la última). (OT: 4-9) | Brasil    |
| 29 de marzo | 16:30 | Uruguay   | 34 - 98 (enlace roto disponible en Internet Archive; véase el historial, la primera versión y la última).           | Colombia  |
| 29 de marzo | 18:30 | Chile     | 41 - 74 (enlace roto disponible en Internet Archive; véase el historial, la primera versión y la última).           | Venezuela |

### Segunda ronda

#### Partido por la medalla de bronce
| Fecha       | Hora¹ | Partido  | Partido                                                                                                   | Partido   |
| ----------- | ----- | -------- | --- | --------- |
| 30 de marzo | 11:30 | Colombia | 74 - 42 (enlace roto disponible en Internet Archive; véase el historial, la primera versión y la última). | Venezuela |

#### Partido por la medalla de oro
| Fecha       | Hora¹ | Partido | Partido                                                                                                   | Partido   |
| ----------- | ----- | ------- | --- | --------- |
| 30 de marzo | 13:30 | Brasil  | 47 - 55 (enlace roto disponible en Internet Archive; véase el historial, la primera versión y la última). | Argentina |

## Torneo femenino
El torneo de las damas se disputó bajo la modalidad de 3 vs 3, usando solo una mitad de cancha.

### Primera fase
| Equipos   | Pnts | PJ | G | P | GF | GC  | DIF |
| --------- | ---- | -- | - | - | -- | --- | --- |
| Argentina | 12   | 6  | 6 | 0 | 69 | 10  | +59 |
| Colombia  | 6    | 6  | 3 | 3 | 54 | 29  | +25 |
| Perú      | 6    | 6  | 3 | 3 | 47 | 42  | +5  |
| Venezuela | 0    | 6  | 0 | 6 | 11 | 100 | -89 |

|  | Avanza al partido por la medalla de oro    |
|  | Avanza al partido por la medalla de bronce |

Jornada 1
| Fecha       | Hora¹ | Partido   | Partido                                                                                                  | Partido   |
| ----------- | ----- | --------- | --- | --------- |
| 27 de marzo | 09:00 | Argentina | 11 - 2 (enlace roto disponible en Internet Archive; véase el historial, la primera versión y la última). | Colombia  |
| 27 de marzo | 09:45 | Perú      | 15 - 1 (enlace roto disponible en Internet Archive; véase el historial, la primera versión y la última). | Venezuela |

Jornada 2
| Fecha       | Hora¹ | Partido   | Partido                                                                                                  | Partido   |
| ----------- | ----- | --------- | --- | --------- |
| 27 de marzo | 11:00 | Argentina | 15 - 1 (enlace roto disponible en Internet Archive; véase el historial, la primera versión y la última). | Venezuela |
| 27 de marzo | 11:45 | Colombia  | 5 - 6 (enlace roto disponible en Internet Archive; véase el historial, la primera versión y la última).  | Perú      |

Jornada 3
| Fecha       | Hora¹ | Partido   | Partido                                                                                                  | Partido   |
| ----------- | ----- | --------- | --- | --------- |
| 28 de marzo | 17:00 | Argentina | 6 - 2 (enlace roto disponible en Internet Archive; véase el historial, la primera versión y la última).  | Perú      |
| 28 de marzo | 17:45 | Colombia  | 19 - 0 (enlace roto disponible en Internet Archive; véase el historial, la primera versión y la última). | Venezuela |

Jornada 4
| Fecha       | Hora¹ | Partido   | Partido                                                                                                  | Partido   |
| ----------- | ----- | --------- | --- | --------- |
| 28 de marzo | 19:00 | Argentina | 5 - 2 (enlace roto disponible en Internet Archive; véase el historial, la primera versión y la última).  | Colombia  |
| 28 de marzo | 19:45 | Perú      | 17 - 6 (enlace roto disponible en Internet Archive; véase el historial, la primera versión y la última). | Venezuela |

Jornada 5
| Fecha       | Hora¹ | Partido   | Partido                                                                                                  | Partido   |
| ----------- | ----- | --------- | --- | --------- |
| 29 de marzo | 10:00 | Venezuela | 2 - 18 (enlace roto disponible en Internet Archive; véase el historial, la primera versión y la última). | Argentina |
| 29 de marzo | 10:45 | Colombia  | 11 - 6 (enlace roto disponible en Internet Archive; véase el historial, la primera versión y la última). | Perú      |

Jornada 6
| Fecha       | Hora¹ | Partido   | Partido                                                                                                  | Partido   |
| ----------- | ----- | --------- | --- | --------- |
| 29 de marzo | 12:00 | Argentina | 13 - 2 (enlace roto disponible en Internet Archive; véase el historial, la primera versión y la última). | Perú      |
| 29 de marzo | 12:45 | Colombia  | 15 - 1 (enlace roto disponible en Internet Archive; véase el historial, la primera versión y la última). | Venezuela |

### Segunda fase

#### Partido por la medalla de bronce
| Fecha       | Hora¹ | Partido | Partido                                                                                                  | Partido   |
| ----------- | ----- | ------- | --- | --------- |
| 30 de marzo | 11:30 | Perú    | 21 - 2 (enlace roto disponible en Internet Archive; véase el historial, la primera versión y la última). | Venezuela |

#### Partido por la medalla de oro
| Fecha       | Hora¹ | Partido   | Partido                                                                                                  | Partido  |
| ----------- | ----- | --------- | --- | -------- |
| 30 de marzo | 13:30 | Argentina | 10 - 2 (enlace roto disponible en Internet Archive; véase el historial, la primera versión y la última). | Colombia |

## Estadísticas

### Posiciones
| Posición          | Torneo masculino | Torneo masculino | Torneo masculino | Torneo masculino | Torneo femenino | Torneo femenino | Torneo femenino | Torneo femenino |
| Posición          | País             | PJ               | G                | P                | País            | PJ              | G               | P               |
| ----------------- | ---------------- | ---------------- | ---------------- | ---------------- | --------------- | --------------- | --------------- | --------------- |
| Medalla de oro    | Argentina        | 6                | 5                | 1                | Argentina       | 7               | 7               | 0               |
| Medalla de plata  | Brasil           | 6                | 5                | 1                | Colombia        | 7               | 3               | 4               |
| Medalla de bronce | Colombia         | 6                | 4                | 2                | Perú            | 7               | 4               | 3               |
| 4                 | Venezuela        | 6                | 2                | 4                | Venezuela       | 7               | 0               | 7               |
| 5                 | Uruguay          | 5                | 1                | 4                | -               | -               | -               | -               |
| 6                 | Chile            | 5                | 0                | 5                | -               | -               | -               | -               |